# Гнатівка (Новгород-Сіверський район)
Гна́тівка — село в Україні, у Новгород-Сіверській міській громаді Новгород-Сіверського району Чернігівської області. Населення становить 210 осіб. До 2020 орган місцевого самоврядування — Кудлаївська сільська рада.

## Історія
Гнатівка вперше значиться як селище в грамоті московського царя Олексія щодо володінь Новгородського Спаського монастиря 1669 р.  [5, с. 337]. Вдруге Гнатівка значиться в універсалі гетьмана Самойловича 1673 р. за приналежністю Новгород-Сіверському Спаському монастирю разом з сусідньою Кудлаївкою. Козаки села Гнатівки разом з кудлаївськими входили до складу дігтярівського куреня Новгородської сотні Стародубського полку. 
Гнатівка названа селом в щоденнику шведського вояки Крмана. Він разом з військом рушив «31 жовтня 1708 р. з села Гірки через село Гнатівку, де побачив чимало мазепинських вояків, які спостерігали за шведами, що відпочивали. 
12 червня 2020 року, відповідно до розпорядження Кабінету Міністрів України № 730-р «Про визначення адміністративних центрів та затвердження територій територіальних громад Чернігівської області», увійшло до складу Новгород-Сіверської міської громади.
19 липня 2020 року, в результаті адміністративно - територіальної реформи та ліквідації колишнього Новгород-Сіверського району, село увійшло до новоствореного Новгород-Сіверського району Чернігівської області.

## Топоніми
Кутки села: Ставківка, Хутір, Трестянка, Кадунівка, Цвинтар.
Вулиці: Чайкіна,